# Klan MacLennan
MacLennan – szkockie nazwisko i nazwa klanu góralskiego.